# HEAVY GAUGE (GLAYのアルバム)
『HEAVY GAUGE』（ヘヴィ・ゲージ）は、日本のロックバンド、GLAYのメジャー5作目のオリジナルアルバムである。1999年10月20日にポニーキャニオンよりリリースされた。表題曲を含む12曲を収録している。

## 解説
前作『pure soul』から1年3か月ぶりのアルバムで、「BE WITH YOU」、「Winter,again」などの大ヒット曲を含む全12曲が収録され、うち7曲にタイアップがついた。全曲TAKUROが作詞・作曲を担当しており、全曲TAKUROが作詞・作曲のアルバムは、本作のみ。レコーディングは、1999年7月31日に開催された「GLAY EXPO '99 SURVIVAL」の前後で行われた。
本作に関して、TAKUROは「『pure soul』では、いささかキレイなものばかり追い求めていた感があったが、次は、重い扉を開ける気持ちがあった。」。TERUは「『GLAY EXPO '99 SURVIVAL』は、“幕張のSURVIVALライブ”より“20万人ライブ”ってのが大きく騒がれてしまい、数字じゃなくて俺たちはライブハウスでもう一度やれるバンドでありたいんだ、GLAYの初期衝動をもう一度確認するようなアルバムにしたい」。HISASHIは、「今回のリアルさは、『pure soul』よりもうちょっとアンダーグラウンド的。」、「GLAYの本当にやりたいことを全く違う捉え方で見られるのも多かったし、皆の見えなかった所が相当あったから、音楽でGLAY本来の全表面を見せたかった」とそれぞれ語っている。
そのため、「GLAY EXPO '99 SURVIVAL」以降に書き下ろされたアルバム曲の歌詞も、当初はもっとヘビーな作風に仕立てて、アルバムトータルとしてももっと重たい感じの作風にする予定だったと言う。しかし、「GLAY EXPO '99 SURVIVAL」でファンの笑顔を見た影響により、歌詞をもう少し優しくしようとTAKUROが書き直し、結果的にはJIRO曰く「逆に随分ポップなアルバムになった」とのこと。TAKUROは本作をきっかけに、「ある種の少年期が『pure soul』だったなら、殺人事件、国の色んな紛争などの外の問題を自身の問題として感じるようになった」と語っている。
また、「サバイバル」、「BE WITH YOU」などのシングル曲がリテイクされたバージョンで収録されたが、これは「シングルを収めるからって、この1年の僕らはこんな感じに生きてましたって言う日記的なものにしたくなかったから」とTERUが語っており、HISASHIは「アルバムのトータルとか、今って空間を録音するって感じを出したかったから。」と語っている。
前作『pure soul』に次いでダブルミリオンを達成し、オリジナルアルバムの中では自身2番目の売り上げ235万枚を記録した。当時TAKUROも「90年代後半にしてGLAYの最高傑作」と発言している。
アルバムのジャケット、ディスクレーベルの薄い黄色は蓄光塗料によるものであり、どちらも暗闇で光る。初回限定盤には帯部分に箱がついており、収録曲のタイトルが書かれた色違いのラバーバンドがランダムで3本封入している。(全12種類)また、このアルバムはプロモーション用にアナログ盤も制作されており、こちらのジャケットも同じく蓄光仕様である。

## 収録曲

### CD
| 全作詞・作曲: TAKURO、全編曲: GLAY・佐久間正英。 |                                        |        |            |      |
| #                                                | タイトル                               | 作詞   | 作曲・編曲 | 時間 |
| 1.                                               | 「HEAVY GAUGE」                        | TAKURO | TAKURO     | 6:51 |
| 2.                                               | 「FATSOUNDS」                          | TAKURO | TAKURO     | 3:49 |
| 3.                                               | 「SURVIVAL」                           | TAKURO | TAKURO     | 4:22 |
| 4.                                               | 「ここではない、どこかへ」             | TAKURO | TAKURO     | 5:47 |
| 5.                                               | 「HAPPINESS」                          | TAKURO | TAKURO     | 5:50 |
| 6.                                               | 「summer FM」                          | TAKURO | TAKURO     | 5:10 |
| 7.                                               | 「LEVEL DEVIL」                        | TAKURO | TAKURO     | 5:04 |
| 8.                                               | 「BE WITH YOU」                        | TAKURO | TAKURO     | 5:09 |
| 9.                                               | 「Winter,again」                       | TAKURO | TAKURO     | 5:13 |
| 10.                                              | 「Will Be King」                       | TAKURO | TAKURO     | 7:28 |
| 11.                                              | 「生きがい」                           | TAKURO | TAKURO     | 5:56 |
| 12.                                              | 「Savile Row 〜サヴィル ロウ 3番地〜」 | TAKURO | TAKURO     | 4:36 |
| 合計時間:                                        | 合計時間:                              | 65:15  |            |      |

### 楽曲解説
1. HEAVY GAUGE
ストリングスとギターのハウリングが交差するヘビーなミクスチャー・ロック・ナンバー[5]。当初は大人しい曲であったが、ドラムがメンバーの想像以上に激しかった為、レコーディング中に曲調が変わった。この曲の制作過程は1999年5月5日にNHKで放送されたGLAYの特集番組の中でちらりと流れた（「母ちゃん、母ちゃ～ん、今年は行くよぉ～…」とTERUが仮歌詞でサビの部分を歌っている）。PVは、1969年11月10日に閉山となった松尾鉱山にある旧緑ヶ丘アパート群で撮影され、後に発売される『VIDEO GLAY 4』に収録される事となった。
2. FATSOUNDS
普段のGLAYにはない、荒々しく世の中を皮肉った歌詞、重厚なサウンドと疾走感溢れるハイスピードな楽曲。
聴いた誰もがスカッとする名曲。
LIVE「DEMOCRACY」にて3連続で歌われた
3. SURVIVAL
同年に発売されたビデオ・シングル「サバイバル」のアルバムバージョン。JIROがベースを録音し直したいと言い出したところ、じゃあ全部録り直そうということになり、再録音されたバージョンが収録されることになった。シングルバージョンに比べてシンセサイザー等の効果音が無くなり、シンプルなバンドサウンドに仕上がっている。
4. ここではない、どこかへ
同年発売の17thシングル。フジテレビ ドラマ『パーフェクトラブ!』主題歌に採用された。ミックスの異なるアルバムバージョンで収録。
5. HAPPINESS
女性のゴスペル風コーラスを用いたバラードナンバー。後にTBS ドラマ『金曜日の恋人たちへ』主題歌となり、18thシングル「HAPPINESS -WINTER MIX-」としてリカットされた。2000年のツアー以来全く演奏されていなかったが、2019年のツアーで約19年ぶりに演奏された。
6. summer FM
17thシングル「ここではない、どこかへ」のカップリング曲のアルバムバージョン。TERUのラジオが5年目に突入した記念にTAKUROが作った曲である。歌詞の舞台は千葉市の稲毛海岸。そのためbayfmにおいて毎年夏になると、よく流される楽曲である。次の楽曲とサウンド上で繋げられた仕上がりになっている。
7. LEVEL DEVIL
「FATSOUNDS」同様、歌詞に遊び心が盛り込まれたアップ・テンポのナンバーである。しかし「FATSOUNDS」とは異なり、ライブにおいて披露される機会は少ない。タイトルは音の太さを変えるコンプレッサーの名前。
8. BE WITH YOU
15thシングル。フジテレビドラマ『タブロイド』主題歌に採用された。リテイクされたアルバムバージョンで収録。
9. Winter,again
16thシングル。自身最大のヒットを記録した。ボーカルが別テイクのアルバムバージョンであり、一部歌詞が変更されている。TAKUROは、「この曲は本アルバムには合わない」と語っている。本来は別テイクを収録する予定ではなかったが、メンバーの知らない内に別テイクに差し替えられていた。
10. Will Be King
異なる2つの曲を1つの曲として合わせた楽曲。作者であるTAKURO自身も好んでいる曲である。サビの英詞の部分は歌詞カードに表記されていないが、TAKUROの意図的なものである。「HAPPINESS」同様、女性のゴスペル風コーラスが用いられている。明治製菓「フラン」CMソング。
11. 生きがい
後にベストアルバム『DRIVE-GLAY complete BEST』にも収録された。LUNA SEA及びX JAPANのギタリスト、SUGIZOをモチーフにしたと言われている。当初はこの曲でアルバムのラストを飾る案もあったが、JIROの意見によりこの曲順となった。TDK「デジタルメディア」CMソング。
12. Savile Row 〜サヴィル ロウ 3番地〜
曲名にあるサヴィル ロウ3番地とは、ビートルズが最後のライヴコンサート『ルーフトップ・コンサート』を行った場所の住所である。

## 演奏
- 永井利光：Drums
- 小森茂生：Piano, Keyboards (#4)
- 佐久間正英：Piano, Keyboards, Programming
- Nick Ingman：Strings Arrangement, Conductor (#1.10)
- The London Session Orchestra：Strings
- Yvonne Shelton, Wendi Rose, Brendan Guyatt, Ian Pitter：Gospel Choir (#5.10)
- 佐久間英子：Back Vocal (#12)

## HEAVY GAUGE Anthology
『HEAVY GAUGE Anthology』（ヘヴィ・ゲージ・アンソロジー）は、日本のロックバンドであるGLAYの5作目のアルバム『HEAVY GAUGE』の復刻盤。
2019年5月8日に、ポニーキャニオンより発売。

### 概要
- アンソロジーシリーズとしては7作目。2CD+1Blu-rayの3枚組とブックレット付。
- DISC1には『HEAVY GAUGE』収録の12曲と、シングル「BE WITH YOU」「Winter,again」のカップリング曲4曲を、マイケル・ツィマリングによりベルリンでリミックス・リマスタリングし収録[7]。
- DISC 2には歌詞違いのデモ音源15曲を収録[8]。
- DISC 3はブルーレイとなっており、ミレニアムカウントダウンの裏側や、「Winter,again」のMVメイキング映像、当時を振り返るインタビューや本アルバム全曲の音源のアウトテイクミックスなどを収録[9]。
- ブックレットには、当時の写真や掲載誌、直筆の歌詞など、20年前の貴重な素材を掲載[10]。
- オリコン週間アルバムチャート(2019年05月20日付)では、初週で5,623枚を売り上げ、8位を獲得。売上は前作『pure soul Anthology』より下回ったが、前々作『BELOVED Anthology』以来となるトップ10入りを果たした[11]。
- Disc2に収録順の誤りがあり、10曲目に収録予定の「Will Be King」が5曲目として収録されている[12]。

### 収録曲

#### DISC 1
HEAVY GAUGE Remix & Remastering 2019
1. HEAVY GAUGE
2. FATSOUNDS
3. SURVIVAL
4. ここではない、どこかへ
5. HAPPINESS
6. summer FM
7. LEVEL DEVIL
前奏が大幅にカットされ、前曲とのサウンド上の繋がりがなくなっている。
8. BE WITH YOU
9. Winter,again
10. Will Be King
11. 生きがい
12. Savile Row ～サヴィルロウ3番地～
13. 毒ロック
15thシングル「BE WITH YOU」のカップリング曲。
14. ストロベリーシェイク
15thシングル「BE WITH YOU」のカップリング曲。
15. Young oh! oh!
16thシングル「Winter,again」のカップリング曲。
イントロが4秒ほど短いが、アウトロはシングル版同様に長い。
16. HELLO MY LIFE
16thシングル「Winter,again」のカップリング曲。
左チャンネルに振り当てられていたパート(ドラム等)がセンターで鳴るように変更。

#### DISC 2
HEAVY GAUGE Anthology Demo
1. HEAVY GAUGE Demo
2. FATSOUNDS Demo
3. ここではない、どこかへ Demo
4. HAPPINESS SE Demo
5. Will Be King Demo
6. HAPPINESS Demo
7. LEVEL DEVIL SE Demo
8. BE WITH YOU Demo
9. BE WITH YOU Demo 2
10. BE WITH YOU Demo 3
11. 生きがい Demo
12. Savile Row ～サヴィルロウ3番地～ Demo
13. 毒ロック Demo
14. Young oh! oh! Demo
15. HELLO MY LIFE Demo

#### DISC 3 (Blu-ray)
Document of HEAVY GAUGE Days
- Winter,again Making
- London Recording Document
- HAPPINESS Making
- Millennium Countdown Document
- Member Interview 2000
- Member Interview 2019
- GLAY ARENA TOUR "HEAVY GAUGE" Multi Angle
  - HEAVY GAUGE
  - FATSOUNDS
- HEAVY GAUGE CM
- HEAVY GAUGE GLAY Ver.

1. HEAVY GAUGE GLAY Ver.
2. FATSOUNDS GLAY Ver.
3. SURVIVAL GLAY Ver.
4. ここではない、どこかへ GLAY Ver.
5. HAPPINESS GLAY Ver.
6. summer FM GLAY Ver.
7. LEVEL DEVIL GLAY Ver.
8. BE WITH YOU GLAY Ver.
9. Winter, again GLAY Ver.
10. Will Be King GLAY Ver.
11. 生きがい GLAY Ver.
12. Savil Row ～サヴィル ロウ 3番地～ GLAY Ver.

## 参加ミュージシャン
- 永井利光 - ドラム演奏
- 小森茂生 - キーボード(#4)、ピアノ(#4)
- 佐久間正英 - キーボード、ピアノ、プログラミング
- Nick Ingman - ストリングス編曲・オーケストラ指揮(#1,10)
- ギャヴィン・ライト - ストリングス(#1,10)
- ロンドン交響楽団 - ストリングス合奏(#1,10)
- Yvonne Shelton - コーラス(#4,10)
- Wendi Rose - コーラス(#4,10)
- Brendan Gyatto - コーラス(#4,10)
- Ian Pitter - コーラス(#4,10)
- Eiko Sakuma - コーラス(#12)